# Stift Fischbeck

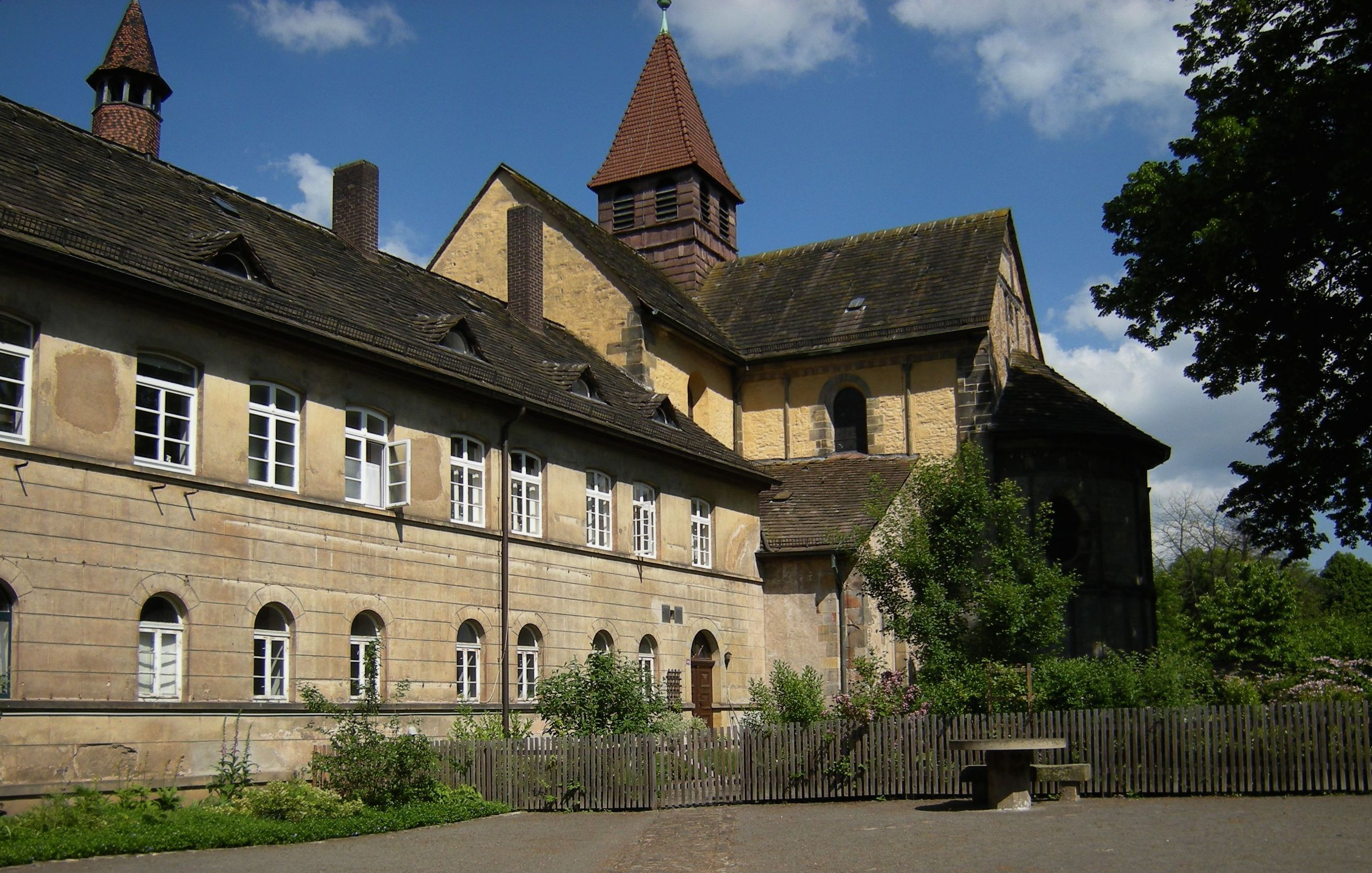
Stift Fischbeck

Stift Fischbeck is een stift gelegen vlak bij de Wezer bij Hessisch Oldendorf.

## Geschiedenis
Het stift werd in 955 gesticht door Helmburgis, een edelvrouw die verwant was aan de Ecbertijnen. De grond waarop het klooster staat werd door Rooms-koning Otto I aan Helmburgis geschonken. Otto werd beschermheer van het stift.
In 1147 schonk Rooms-koning Koenraad III de kloosters Fischbeck en Kemnade aan de benedictijner Abdij van Corvey. Dankzij de steun van Hendrik de Leeuw wist Fischbeck echter zijn zelfstandigheid te bewaren.
In 1559 werd in het klooster de Reformatie ingevoerd. Hierop werd het omgevormd tot een stift voor adellijke jongedames. Het behield echter zijn oude instellingen en beriep zich op zijn rijksvrijheid.
Het klooster liep zware schade op in de Dertigjarige Oorlog (1618-1648) en werd pas in de achttiende eeuw weer opgebouwd. In 1810 hief koning Jérôme Bonaparte van Westfalen het stift op. In 1814 werd het echter weer opgericht.
Nog steeds is Fischbeck een stift voor vrouwen. Het behoort tot de Klosterkammer in Hannover.

## Wandtapijt
In de stiftskerk hangt een kopie (van een kopie) van het beroemde Fischbecker wandtapijt uit 1583 waarop in zes scènes de stichtingsgeschiedenis van het klooster staat afgebeeld. Het tapijt inspireerde de schrijver Manfred Hausmann in de jaren 50 van de twintigste eeuw om zijn legendespel "Der Fischbecker Wandteppich" te schrijven, dat verscheidene keren in de stiftskerk is uitgevoerd. 
Het origineel is door de tijd heen zodanig versleten geraakt (en verdwenen), dat een kopie werd gemaakt naar Antwerps model. Hiervan is opnieuw een kopie gemaakt, welke nu in de Stiftskerk hangt (in de gebedsruimte voor de 'Stiftsdamen', rechts van het altaar, niet voor publiek toegankelijk). De oudste kopie wordt bewaard in het historisch museum te Hannover, maar is nog altijd eigendom van Stift Fischbeck. 